# Plectris sulcicollis
Plectris sulcicollis är en skalbaggsart som beskrevs av Moser 1919. Plectris sulcicollis ingår i släktet Plectris och familjen Melolonthidae. Inga underarter finns listade i Catalogue of Life.